# Гасанов, Аббасали Керем оглы
Аббасали Каримович Гасанов (азерб. Abbasəli Kərəm oğlu Həsənov; род. 1953, Кедабекский район) — азербайджанский дипломат.

## Биография
Родился в 1953 году в Гедабекском районе. В 1980 году окончил Азербайджанский государственный университет, факультет востоковедения, отделение персидского языка и литературы.
С 1975 по 1979 год являлся переводчиком «Союз ТехноПромЭкспорт» при посольстве СССР в Иране.
С 1984 по 1994 год — сотрудник Генерального консульства Ирана в Баку, затем посольства Ирана в Азербайджане.
С 1995 по 1997 год являлся первым секретарём управления Организации Исламской Конференции МИД Азербайджана. С 1997 по 1998 год являлся заведующим отдела данного управления.
30 июля 1998 года присвоен ранг чрезвычайного и полномочного посла.
Посол Азербайджана в Иране (30 июля 1998 — 2 ноября 2009). Одновременно являлся постоянным представителем Азербайджана при Организации экономического сотрудничества и развития (1999 — 2001).
С 2010 года являлся послом по особым поручениям МИД Азербайджана.
Посол Азербайджана в Таджикистане (10 февраля 2012 — 8 декабря 2017).
Владеет русским, английским, персидским, дари.